# Hualin, Gansu
Hualin är en köping i nordvästra Kina. Den ligger i Wushan härad i staden Tianshui i provinsen Gansu, omkring 160 kilometer sydost om provinshuvudstaden Lanzhou. Antalet invånare är 16 103. Befolkningen består av 8 161 kvinnor och 7 942 män. Barn under 15 år utgör 24,0 %, vuxna 15-64 år 66 %, och äldre över 65 år 8,0 %.